# 石田吉貞
石田 吉貞（いしだ よしさだ、1890年12月21日 - 1987年11月12日）は、日本の国文学者。大正大学名誉教授。

## 略歴
新潟県生まれ。高等教員検定試験合格。1955年「藤原定家研究」で東洋大学文学博士。大正大学教授を務め、1968年定年退任、昭和女子大学教授。中世文学一般を研究した。大月静夫、山田孝三の別名での著作もある。息子に精神科医の石田春夫がいる。

## 著書
- 『平家物語新釈』大同館書店 1927
- 『初めて学ぶ人の漢文』先進堂書店 1929
- 『最新指導文検国語科受験法』大月静夫 大同館書店 1929
- 『新古今和歌集註釈』大同館書店 1932-34
- 『わかりやすい一年生の国文法』光学館 1939
- 『若き検定学徒の手記』大月静夫 大同館書店、1939
- 『中世草庵の文学』河出書房 1941
- 『頓阿・慶運』三省堂 1943
- 『増鏡評解』有精堂 1953
- 『よくわかる新制国文法精解 口語篇』山田孝三 東京大盛堂 1953
- 『百人一首評解』有精堂出版 1956
- 『藤原定家の研究』文雅堂書店 1957
- 『新古今和歌集全註解』有精堂出版 1960
- 『徒然草新解』新塔社 1963 (要所研究シリーズ)
- 『隠者の文学 苦悶する美』塙新書 1968、新版1986、講談社学術文庫 2001
- 『鑑賞百人一首』淡交社 1971
- 『新古今世界と中世文学』北沢図書出版 1972
- 『良寛 その全貌と原像』塙書房 1975
- 『古典への慕情』淡交社 1975 (淡交選書)
- 『妖艶定家の美』塙選書 1979
- 『定家復原百人一首』桜楓社 1984

### 共編著
- 『初めて学ぶ人の国文法』山田孝三・赤沢勇之進共著 育文社 1953
- 『問題解明国文法事典』 河出書房 1955
- 『国文法の完成 要点と練習』大熊五郎共著 育文社 1961
- 『国文法詳説 初歩から完成まで』赤沢勇之進共著 育文社 1965

### 校訂など
- 阿仏尼『十六夜日記』朝日新聞社 1954 (日本古典全書)
- 『平家物語 現代語訳』河出書房 1954（日本古典文学全集）
- 『源家長日記』古典文庫 1959
- 『源家長日記全註解』佐津川修二共著 有精堂出版 1968

### 記念論集
- 『若き日の為に 文学博士石田吉貞顕彰記念誌』石田吉貞先生顕彰会 1993

## 参考
- 石田吉貞先生略年譜・著作目録 「国文学踏査」1968-2